# ボリショイ・バレエ団
ボリショイ・バレエまたはボリショイ・バレエ団（ロシア語: Балетная труппа Большого театра）は、ロシアの首都モスクワにあるボリショイ劇場を拠点とする国際的に有名なバレエ団である。1776年に設立され、世界最古のバレエ団の1つに挙げられるが、国際的に高い評価を得るようになったのはモスクワがロシア・ソビエト連邦社会主義共和国の首都になった20世紀初頭以降のことであり、それ以降は世界でも有数のバレエ団として地歩を築いている。ブラジルのジョインヴィレに支部としてボリショイ・バレエ・シアター・スクールを置いている。

## 歴史
ボリショイ・バレエの端緒は、1773年にモスクワ孤児院に設立されたダンス学校にまで遡る。1776年に、ピョートル・ヴァシリエヴィチ・ウルソフ公子とイギリスの劇場運営者マイケル・マドックスが同校の卒業生を団員として雇い入れて設立したバレエ団が起源である。当初は個人所有の会場で上演していたが、後にペトロフスキー劇場を買収した。ペトロフスキー劇場は、火災と再建を経て今日のボリショイ劇場となった。ボリショイ・バレエはマリインスキー・バレエやアメリカン・バレエ・シアターといった他の有名バレエ団から客演ダンサーを受け入れているが、ほとんどの所属ダンサーが付属校であるボリショイ・バレエ・アカデミーの卒業生である。1989年にボリショイ・バレエ・アカデミーを卒業して入団したマイケル・シャノンは、ボリショイ・バレエ初のアメリカ人ダンサーとなった。
ボリショイ・バレエは数々の名作を上演していたが、ロシア帝国の首都サンクトペテルブルクで好評を博するロシア帝室バレエ（現在のマリインスキー・バレエ）との競争では苦労を強いられていた。1900年にアレクサンドル・ゴルスキーがバレエマスターに任命されて『ドン・キホーテ』（1900年）、『コッペリア』（1901年）、『白鳥の湖』（1901年）、『ラ・フィユ・マル・ガルデ』（1903年）、『ジゼル』（1911年）、『海賊』（1912年）、『ラ・バヤデール』（1917年）などの新作や改訂版を上演して評判となるに及んでようやく独自のアイデンティティを確立するに至った。
1964年にバレエマスターとなったユーリー・グリゴローヴィチが1988年から1995年まで芸術監督を務め、その後を継いだボリス・アキモフ、アレクセイ・ラトマンスキー、ユーリー・ブルラカ、セルゲイ・フィーリンがよりモダンなレパートリーを取り入れて現在に至っている。
来日初公演は、1957年（昭和32年）8月。新宿のコマ劇場で『白鳥の湖』第2幕、『春の水』、『ドン・キホーテ』が演じられた。

## 組織構成
ボリショイ・バレエは世界有数のバレエ団の1つであり、約220人のダンサーを擁する世界最大のバレエ団として知られている。もともと「ボリショイ」という語はロシア語で「大きい」または「壮大」を意味する言葉であり、ボリショイ・バレエはすなわち「大バレエ団」という意味になるが、その規模はまさにその名に違わぬものであるといえる。ボリショイ・バレエは西欧のバレエ団と同様の階級制度を持っており、ダンサーは最上位のプリンシパルからリード・ソリスト、ファースト・ソリスト、ソリスト、コール・ド・バレエという順で格付けされる。規模が極めて大きいことから、コール・ド・バレエは2グループに分けられている。
2000年にはブラジルのジョインヴィレに初の海外拠点となるバレエ・アカデミーを開設した。

## 公演スタイル
ボリショイ・バレエの公演スタイルは、表現力と演劇性を備えた技巧と運動能力が組み合わさった、色彩豊かで大胆なものとされている。これは、歴史的に激しく競争していたマリインスキー・バレエに対抗するために、純粋かつ洗練された古典主義を重んじるマリインスキーとは大きく異なる独自のアイデンティティとしてアレクサンドル・ゴルスキーがもたらしたものである。

## スキャンダル
所属バレリーナのアナスタシア・ヴォロチコワが「女性ダンサーは裕福なパトロンと寝ることを強いられていた」と告発したことで一大スキャンダルが巻き起こった。ヴォロチコワは「これは主にコール・ド・バレエで起きたが、ソリストでも起きた。私自身、オリガルヒとベッドを共にせよという指示を何度も受けた」と語っている。アメリカのダンサー、ジョイ・ウォマックは、ソロの役柄が欲しければ10,000ドルを支払うか「スポンサーと関係を持つ」ように迫られたため、彼女はバレエ団を去ったのだと述べた。
2013年1月には芸術監督のセルゲイ・フィーリンが硫酸をかけられる事件が起き、襲撃を計画した所属ダンサーのパーヴェル・ドミトリチェンコは懲役6年の刑に処された。ドミトリチェンコは「配役への不満」を理由に挙げており、ダンサーの昇進や配役を巡るカンパニー内の腐敗が背景にあったとみられている。
2014年には所属ダンサーのオルガ・デミナが謎の失踪を遂げた。2020年9月に捜査担当者が「デミナの交際相手で「マネージャー」であったマルカズ・ジャボエフによる恐喝事件に巻き込まれて殺害された可能性があるとみている」と発表した。
2017年7月にはボリショイ劇場が同性愛を公言していたソ連出身ダンサーのルドルフ・ヌレエフを取り上げたバレエの初演をキャンセルすることを発表した。劇場側は作品の質が低いことを理由に挙げていたが、プリンシパルのマリア・アレクサンドロワは新たな検閲の兆候だと主張した。ソビエト連邦の崩壊以来、こういった手法で公演が取り止めに追い込まれたのは初めてのことであり、その背景にある動機について噂が飛び交うことになった。

## ロシアによるウクライナ侵攻の影響
2022年2月のロシアによるウクライナ侵攻を受け、「あらゆる暴力に反対する」としてプリンシパルのジャコボ・ティッシが、続いて「何事もなかったかのように振る舞うことはできない」としてソリストのダビド・モッタ・ソアレスが退団を表明した。同年4月、ティッシはゲストプリンシパルとしてミラノスカラ座バレエ団に移籍。ソアレスはプリンシパルとしてベルリン国立バレエに移籍したことが発表された。ボリショイ所属であった2名のダンサーも同時に移籍している。
同年3月9日、ロシア人の父を持ち、モスクワで生まれ育った千野円句がフジテレビ「めざまし8」の取材に応じた。200人いるダンサーのうち、6人ほどが外国人で、自身を除く全ての外国人が帰国を決断したと話した。千野は「やっぱり自分の国に帰れなくなるのは嫌だから」だと推測しており、「残るにしても覚悟がいるし帰るにしても覚悟がいる、難しい選択」で、自身は「バレエを続けたいですし、そういう政治的な事では辞めたくない」としている。
同月16日、プリンシパルのオリガ・スミルノワがオランダ国立バレエ団に移籍することが発表された。祖父がウクライナ人であることからウクライナ侵攻に反対し、「現代の啓蒙された世界では、先進社会が平和的な交渉を通じて政治問題を解決することを期待している。ロシアを恥じるとは思わなかった」とテレグラムに投稿。スミルノワに対して当局から直接の圧力はなかったものの、ロシア国内での反戦活動が鎮圧されたことや、国際便が欠航し国境が閉鎖されるという噂もあったことから、危険と判断したという。夫とともにドバイに出国後、以前から移籍を考えていたこともありアムステルダムに移動している。両親はオランダ国立バレエ団の発表でスミルノワの出国を知った状態であり、状況を説明したが、理解を得るには時間がかかるだろうとしている。
同月18日、モンテカルロ・バレエ団の芸術監督のジャン＝クリストフ・マイヨーはボリショイ・バレエ団のために2014年に振付を手掛けた『じゃじゃ馬ならし』の上演権停止を発表した。